# Marchaux-Chaudefontaine
Marchaux-Chaudefontaine – gmina we Francji, w regionie Burgundia-Franche-Comté, w departamencie Doubs. W 2013 roku liczba ludności wynosiła 1444 mieszkańców. 
Gmina została utworzona 1 stycznia 2018 roku z połączenia dwóch ówczesnych gmin: Chaudefontaine oraz Marchaux. Siedzibą gminy została miejscowość Marchaux.